# Carlos Garaicoa

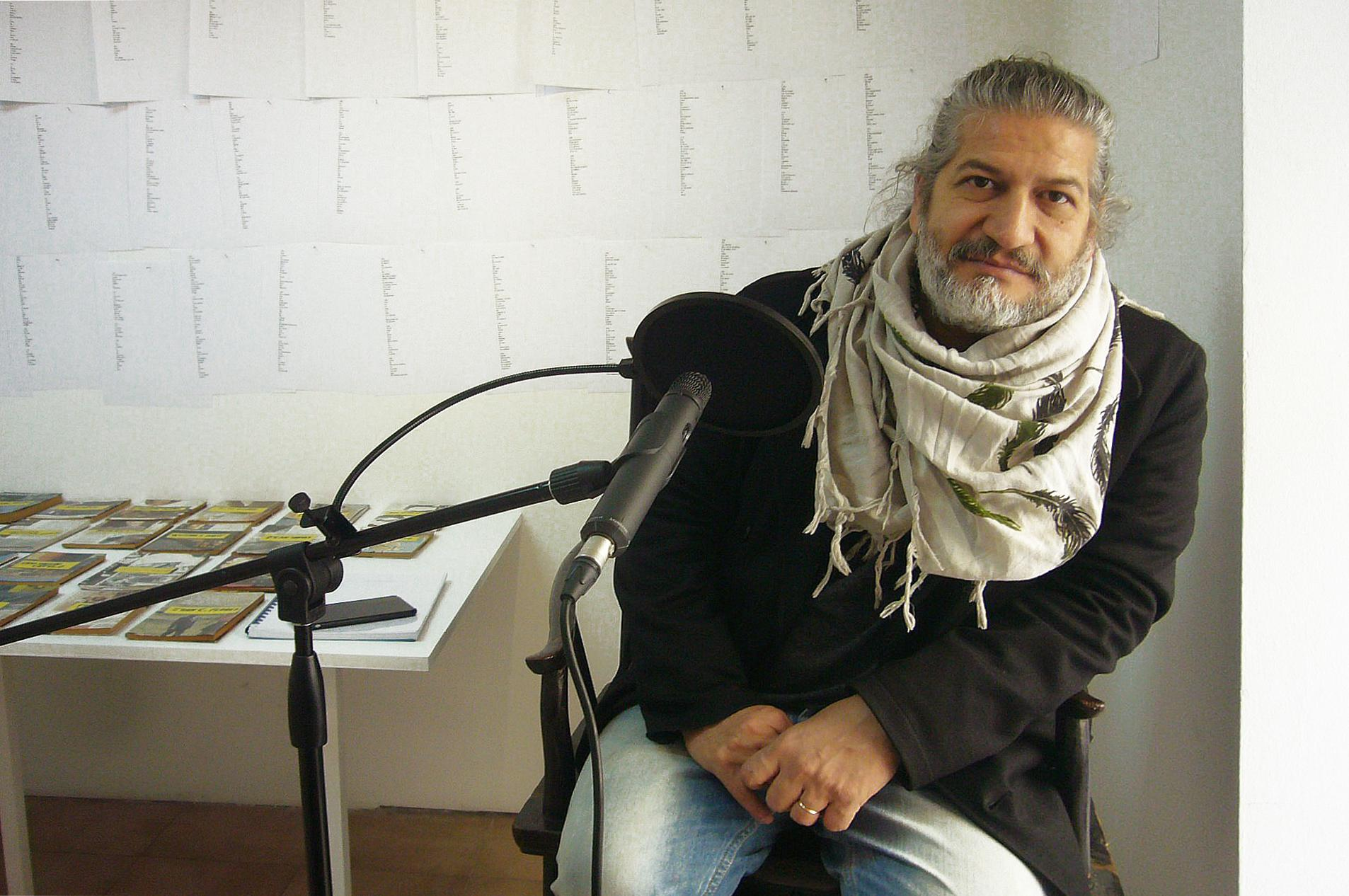
Carlos Garaicoa

Carlos Garaicoa (* 23. Januar 1967 in Havanna) ist ein kubanischer Installations- und Medienkünstler sowie Fotograf.

## Leben und Werk
Carlos Garaicoa wuchs in La Habana Vieja auf, er studierte zunächst Thermodynamik und arbeitete während seines Wehrdiensts als Zeichner. Garaicoa besuchte von 1989 bis 1994 das Instituto Superior de Arte in Havanna. Seit Anfang der 1990er Jahre arbeitet Garaicoa mit den Medien Fotografie, Performance, Zeichnung, Skulptur, Installation, Text und Video.
Im Zentrum seiner Arbeit stehen die Themen Architektur und Stadtplanung als Spiegel politischer Realitäten und gesellschaftlicher Entwicklungen. Garaicoa betrachtet die Architektur als „Disziplin, die eine der wichtigsten Rollen in der Gesellschaft spielt und die politisch, ideologisch und sozial alle Veränderungen und Ereignisse widerspiegelt, die den Verlauf unseres Lebens bestimmen.“
In seiner Heimatstadt Havanna und in internationalen Projekten verfolgt er den Wandel des städtischen Raums.

„Garacoias Projekt für die Documenta11 lenkt die Aufmerksamkeit der Gegenwart auf alles, was in der Vergangenheit unvollendet geblieben ist. Continuidad de una Arquitectura Ajena (Kontinuität einer freistehenden Architektur (2002) legt fotografisch unvollendete architektonische Projekte in Kuba frei, rekonstruiert sie digital und transformiert sie in reale Modelle visionärer Architekturlandschaften. Indem Garaicoa die Projekte zum Abschluss bringt, lässt er die Wunden der Geschichte verheilen.“

Garaicoa nahm an zahlreichen internationalen Ausstellungen teil, z. B. Documenta11 (2002), Biennale di Venezia (2005 / 2009) und 3. Guangzhou Triennale (2008).